# Garra ethelwynnae
Garra ethelwynnae és una espècie de peix de la família dels ciprínids i de l'ordre dels cipriniformes. Va ser descrit per Menon el 1958.
Garra ethelwynnae és una espècie de Garra amb el musell llis, dos parells de barbells i l'esquena, el pit i el ventre nus. Hi ha de 29 a 30 escates a la línia lateral. El respirador està situat molt a prop de l'origen de l'aleta anal. Els adults poden assolir els 2,8 cm de longitud total.
Es troba a Eritrea.
L'epítet específic ethelwynnae honra Ethelwynn Trewavas.